# Cameron Todd Willingham
Cameron Todd Willingham, né le 9 janvier 1968 à Ardmore (Oklahoma) et mort le 17 février 2004 à Huntsville (Texas), est un citoyen américain reconnu coupable d'avoir tué ses trois jeunes filles dans un incendie criminel en 1991 et exécuté en 2004. Sa condamnation et son exécution sont à l'origine d'une importante controverse tant le caractère criminel de l'incendie est aujourd'hui contesté.
L'affaire Willingham attire l'attention du grand public après la publication en décembre 2004 d'un article du Chicago Tribune critiquant les techniques d'enquête utilisées durant celle-ci. Fin 2009, l'affaire refait à nouveau parler d'elle après la publication d'un rapport d'enquête commandé par la Commission des sciences forensiques du Texas (en) remettant ouvertement en cause la thèse de l'incendie criminel,. Avant que la Commission ne puissent se prononcer sur les conclusions du rapport, le gouverneur du Texas Rick Perry fait remplacer trois de ses membres et ajourne indéfiniment la séance de débat sur le sujet. De leur côté, les sapeurs-pompiers de Corsicana (ville du drame) contestent les conclusions du rapport, affirmant qu'il fait fi d'un certain nombre d'éléments clés du dossier pour y parvenir.

## Médias

### Cinéma
Incendiary: The Willingham Case (en), un documentaire de 2011 couvrant l'affaire et ses suites, remporte le prix Louis Black (en) du festival de cinéma South by Southwest.
Trial by Fire, l'article d'investigation de David Grann au sujet de l'affaire, paru dans le New Yorker en 2009, est adapté sur grand écran par Edward Zwick en 2018 avec Jack O'Connell dans le rôle de Todd Willingham. Dans sa version originale, le titre du film reprend mot pour mot celui de l'article tandis que sa version française n'en est qu'une traduction (L'Épreuve du feu), qui lui fait perdre en subtilité. En effet, le mot "trial" en anglais peut tout aussi bien désigner une épreuve qu'un procès.

### Télévision
L'épisode 21 de la saison 11 de New York, unité spéciale (sorti en 2010) s'inspire librement de l'affaire Willingham. Le personnage inspiré de Todd Willingham est interprété par Kevin Anderson (en) tandis que celui inspiré de Gerald Hurst (en) (un expert en incendie ayant tenté de le faire innocenter) est interprété par Brad Dourif, qui se réfère à la vraie affaire en ces termes : « J'ai vu une affaire dans ce genre-là au Texas. Ils ont exécuté un homme pour incendie volontaire et homicide mais il était innocent ! ».